# 渡辺貴洋
渡辺 貴洋（わたなべ たかひろ、1992年8月26日 - ）は、新潟県胎内市出身の元プロ野球選手（投手、外野手）。左投左打。NPBでは育成選手であった。

## 経歴

### プロ入り前
胎内市立中条中学校時代は、軟式野球部に所属。
山形県の鶴岡東高校に進学後、1年時から公式戦に登板し、2年時の秋からエースとなる。3年時の夏は、山形県予選準決勝まで全5試合で完投する。しかし、決勝で山形中央高に延長12回の末3-4で敗れ準優勝に終わり、自身が最後の打者となった。この事もあって、甲子園出場への切符を勝ち取ることができなかった。

### 独立リーグ時代
高校卒業後は、地元球団であるベースボール・チャレンジ・リーグの新潟アルビレックス・ベースボール・クラブに入団。橋上秀樹監督指導のもと、フォーム修正を行ない球速を145km/hまで上げる。
1年目の2011年は、先発・中継ぎの両面で起用され、23試合78回2/3に登板し7勝、防御率はリーグ4位となる1.94の成績を残し、球団の後期優勝に貢献した。
2011年10月27日、プロ野球ドラフト会議で読売ジャイアンツから育成6位指名を受けた、年俸240万円、支度金100万円（推定）。

### 巨人時代

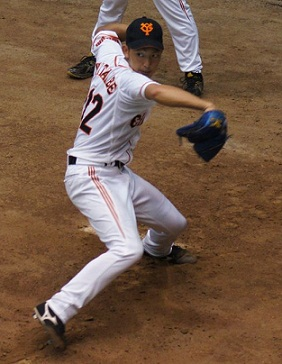
巨人時代（2012年）

1年目の2012年はファームで2試合の登板にとどまり、いずれも打者1人ずつで、安打と四球で1アウトも奪うことができなかった。しかしながら契約更新では10万円増でサインした。
2013年はファーム13試合に登板し、2勝0敗、防御率2.79の成績を残したが、支配下登録されることなく、10月1日に球団から戦力外通告を受けた。

### 独立リーグ復帰
11月15日に新潟アルビレックスBCへの復帰が発表された。
2015年からは外野手にも挑戦し、投手として12試合に登板する一方で野手では40試合に出場する二刀流として1年を過ごした。10月に行われた日本独立リーグ・グランドチャンピオンシップでは全5試合で野手として出場した。11月10日に行われる12球団合同トライアウトでは外野手として参加した。
2016年は全試合を外野手として70試合に出場し、打率.274を記録。11月12日、前年に続いて12球団合同トライアウトに野手として参加、6打数2安打1三振の内容だった。
2018年5月25日の栃木ゴールデンブレーブス戦で3年ぶりに登板したが、6月1日に現役引退を申し出て退団した。しかし、同年11月13日に行われる12球団合同トライアウトに投手として参加を申請している。

### プロ退団後
2019年は、横浜市を本拠に活動するクラブチームであるJFAM EMANON（現：ジェイファム）で投手としてプレーを継続。同チームでは背番号は47を着用し、2022年7月中旬まで投手として登録されていた。
野球外では、2019年10月に笠原将生のYouTube動画に出演した際、東武百貨店池袋本店内で加圧トレーニングのパーソナルトレーナーとして働いていることを明かしていた。その後は西麻布のシーシャを取り扱うバーのスタッフとして働き、店長も務めていた。ほかにも活動を広げ、2022年6月に配信されたラッパー・VABUの楽曲「Ocean (feat. Taka)」にはフィーチャリングとして参加している。

## プレースタイル・人物
球の出どころが見えにくい変則フォームから最速145km/hのストレートと、スライダー・カーブ・チェンジアップを投げる。
50m走5秒9と期待の俊足でもあり、新人合同自主トレーニングでは3000m走と腹筋で新人選手の中でトップを記録するなど身体能力も高い。

## 詳細情報

### 年度別投手成績
- 一軍公式戦出場なし

### 独立リーグでの投手成績
| 年 度     | 球 団     | 登 板 | 完 投 | 勝 利 | 敗 戦 | セ 丨 ブ | 勝 率 | 打 者 | 投 球 回 | 被 安 打 | 被 本 塁 打 | 与 四 球 | 与 死 球 | 奪 三 振 | 暴 投 | ボ 丨 ク | 失 点 | 自 責 点 | 防 御 率 | W H I P |
| --------- | --------- | ----- | ----- | ----- | ----- | -------- | ----- | ----- | -------- | -------- | ----------- | -------- | -------- | -------- | ----- | -------- | ----- | -------- | -------- | ------- |
| 2011      | 新潟      | 23    | 0     | 7     | 2     | 0        | .778  | 340   | 78.2     | 74       | 3           | 46       | 6        | 55       | 4     | 1        | 23    | 17       | 1.94     | 1.53    |
| 2014      | 新潟      | 36    | 0     | 1     | 0     | 2        | 1.000 | 122   | 29.0     | 22       | 1           | 12       | 3        | 26       | 3     | 0        | 6     | 3        | 0.93     | 1.17    |
| 2015      | 新潟      | 12    | 0     | 0     | 0     | 0        | ----  | 36    | 8.1      | 7        | 0           | 4        | 1        | 3        | 0     | 0        | 3     | 1        | 1.08     | 1.36    |
| 2018      | 新潟      | 1     | 0     | 0     | 0     | 0        | ----  | 1     | ----     | 0        | 0           | 1        | 0        | 0        | 0     | 0        | 0     | 0        | ----     | ----    |
| 通算：4年 | 通算：4年 | 72    | 0     | 8     | 2     | 2        | .800  | 499   | 116.0    | 103      | 4           | 63       | 10       | 84       | 7     | 1        | 32    | 21       | 1.63     | 1.43    |

### 独立リーグでの打撃成績
| 年 度     | 球 団     | 試 合 | 打 数 | 得 点 | 安 打 | 二 塁 打 | 三 塁 打 | 本 塁 打 | 打 点 | 三 振 | 四 球 | 死 球 | 犠 打 | 犠 飛 | 盗 塁 | 失 策 | 併 殺 打 | 打 率 | 出 塁 率 | 長 打 率 | O P S |
| --------- | --------- | ----- | ----- | ----- | ----- | -------- | -------- | -------- | ----- | ----- | ----- | ----- | ----- | ----- | ----- | ----- | -------- | ----- | -------- | -------- | ----- |
| 2015      | 新潟      | 40    | 80    | 14    | 24    | 1        | 2        | 0        | 9     | 24    | 7     | 0     | 2     | 0     | 4     | 2     | 0        | .300  | .356     | .400     | .756  |
| 2016      | 新潟      | 70    | 277   | 41    | 76    | 6        | 5        | 0        | 21    | 53    | 18    | 1     | 6     | 0     | 7     | 7     | 3        | .274  | .321     | .372     | .693  |
| 2017      | 新潟      | 65    | 164   | 24    | 49    | 3        | 2        | 0        | 15    | 30    | 15    | 1     | 9     | 1     | 16    | 3     | 3        | .299  | .359     | .372     | .731  |
| 2018      | 新潟      | 6     | 9     | 1     | 1     | 0        | 0        | 0        | 0     | 0     | 1     | 0     | 0     | 0     | 1     | 1     | 3        | .111  | .200     | .111     | .311  |
| 通算：4年 | 通算：4年 | 181   | 530   | 80    | 150   | 10       | 9        | 0        | 45    | 107   | 41    | 2     | 17    | 1     | 28    | 13    | 9        | .283  | .336     | .372     | .708  |

### 背番号
- 17 （2011年）
- 022 （2012年 - 2013年）
- 99 （2014年 - 2018年）